# Горња Крчишта
Горња Крчишта или Горње Крчиште (алб. Kërçisht i Sipërm) је насељено место у општини Дибер у округу Дибер, Албанија. Према попису из 1989. године било је 386 становника.
Према бугарском географу и историчару, Василу Канчову, у Горњем Крчишту је 1900. године живело 240 Словена хришћана. Српски историчар и етнограф Јован Хаџи-Васиљевић, 1924. године наводи да су Горња Крчишта словенско хришћанско село. Горња и Доња Крчишта имају око 500 житеља. Године 2008. у Горњем Крчишту је било 200 житеља и 45 кућа, од чега шест православних породица у којима се говорио локални словенски говор.